# اوچ‌کوپرک
اوچ‌کوپرک (به ازبکی: Uchkoʻprik) یک منطقهٔ مسکونی در ازبکستان است که در شهرستان اوچ‌کوپرک واقع شده‌است. اوچ‌کوپرک ۴٬۲۷۷ نفر جمعیت دارد.